# Nikolaj Ivanovič Bobrikov
Nikolaj Ivanovič Bobrikov (rusky Николай Иванович Бобриков; 15. lednajul./ 27. ledna 1839greg. – 4. červnajul./ 17. června 1904greg.) byl ruský generál, gubernátor Finského velkoknížectví v letech 1898 - 1904 a exponent oficiálních snah o rusifikaci Finska a jeho integraci do Ruské říše. V roce 1904 byl v Helsinkách zavražděn finským aktivistou Eugenem Schaumanem.

## Kariéra
Nikolaj Ivanovič Bobrikov pocházel ze středostavovské rodiny. Jeho otec byl lékařem. Nastoupil do služeb ruských carů jako profesionální důstojník v roce 1858. Sloužil v Kazani a následně v Novgorodě. V roce 1869 dosáhl hodnosti plukovníka. V roce 1870 byl povolán ke službě v Petrohradě a v roce 1878 byl povýšen do hodnosti generálmajora. Ruský car Mikuláš II. Alexandrovič ho v roce 1898 jmenoval gubernátorem Finska.

## Gubernátor Finska
Bobrikov byl loajálním stoupencem imperiální politiky Ruska a zastáncem myšlenky rusifikace, což byl jedním z důvodů proč byl do funkce jmenován. Už vlády Alexandra III. a následně i Mikuláše II. se začaly více zaměřovat na otázku finské autonomie (finská otázka) a prosazovat postupné zrušení finských specifik v rámci Ruska. N. I. Bobrikov připravil pro Finsko desetibodový program, který by pro Finsko znamenal ztrátu autonomie.

### Bobrikovovův desetibodový program pro Finsko (1898)
Krátce po svém jmenování finským gubernátorem Bobrikov navrhl deset bodů svého „vládního“ programu pro Finsko. V tomto programu Bobrikov navrhoval:
1. začlenění finské armády do ruské a následnou reformu finských kadetních škol podle ruského vzoru,
2. zrušení funkce státního sekretáře (nebo omezení jeho funkcí) a přesun jeho pravomocí na gubernátora,
3. kodifikaci finských zákonů v souladu s ruskými zájmy,
4. zavedení ruského jazyka do jednání Senátu, administrativy a škol,
5. povolení ruských občanů sloužit ve finské vládní administrativě,
6. posílení kontroly univerzit a kontrola finských učebních textů,
7. zrušení finských cel a finanční administrativy,
8. založení ruských novin v ruském nebo/a místním jazyce,
9. zrušení existujícího ceremoniálů otevření finského sněmu,
10. obnovení pravomocí gubernátora podle zákonů z roku 1812.

Prosazení tohoto programu by vedlo ke ztrátě autonomního postavení Finského velkoknížectví a jeho postupnou rusifikaci v oblasti administrativy a vzdělávání.

### Bobrikovova reálná politika

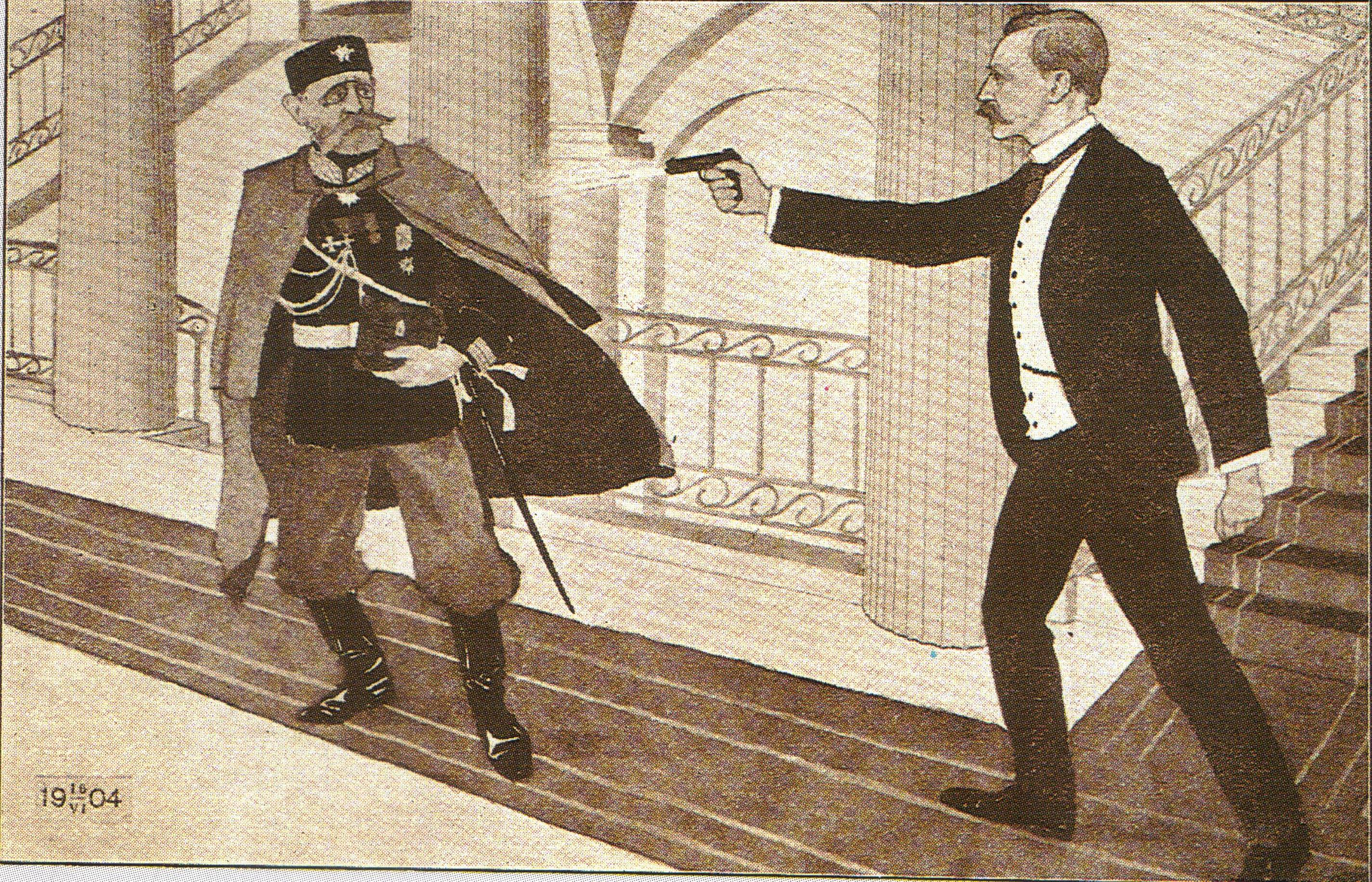
Bobrikov (vlevo) postřelen Schaumanem

Prosazení tohoto programu se setkalo s otevřenou i skrytou opozicí mezi finských obyvatelstvem a politickou reprezentací země. Únorový manifest (1899) cara Mikuláše II., který měl zahájit prosazování Bobrikovovy politiky v rámci unifikace finské armády do ruské, vyvolal ve Finsku petiční hnutí. Přes půl miliónu Finů podepsalo petici proti zrušení nezávislého postavení finské armády. O dva roky později v roce 1901 byla nezávislost finské armády a autonomní vojenské služby zrušena, což znamenalo, že finští vojáci mohli být posláni sloužit kamkoliv v Rusku a stali se vojáky ruské carské armády. V tomto bodě měl Bobrikov podporu ruského ministra obrany A. N. Kuropatkina a státního sekretáře Finska Vjačeslava von Pleve. V roce 1903 se Bobrikov zaměřil na otázky vzdělávání a nechal zřídit komisi pro revizi všech učebních materiálů užívaných ve finských základních a středních školách. Komise navrhla zrušení předmětů finských dějin a zavedení ruských dějin a ruského zeměpisu. Do škol měla být také postupně zavedena povinná ruština (tam kde nebyla) a nebo zvýšena hodinová dotace výuky ruského jazyka. Provedení těchto návrhů vražda Bobrikovova (1904) zabránila.
Díky revoluci v roce 1905 byla rusifikace Finska zastavena, ale vláda se k ní vrátila těsně před a během 1. světové války. Za následovníka Bobrikovovy linie byl v této souvislosti považován gubernátor Franz Albert Seyn (gubernátorem 1909-1917).